# Wereldkampioenschappen alpineskiën 2017
De wereldkampioenschappen alpineskiën 2017 werden van 6 tot en met 19 februari 2017 gehouden in Sankt Moritz. Er stonden elf onderdelen op het programma, vijf voor mannen en vijf vrouwen plus een gemengde landenwedstrijd.

## Wedstrijdschema
| Datum       | Lokale tijd | Mannen            | Vrouwen           |
| ----------- | ----------- | ----------------- | ----------------- |
| 07 februari | 12:00       |                   | Super G           |
| 08 februari | 12:00       | Super G           |                   |
| 10 februari | 10:00/13:00 |                   | Alpine Combinatie |
| 11 februari | 12:00       | Afdaling          |                   |
| 12 februari | 12:00       |                   | Afdaling          |
| 13 februari | 10:00/13:00 | Alpine Combinatie |                   |
| 14 februari | 12:00       | Landenwedstrijd   | Landenwedstrijd   |
| 16 februari | 9:45/13:00  |                   | Reuzenslalom      |
| 17 februari | 9:45/13:00  | Reuzenslalom      |                   |
| 18 februari | 9:45/13:00  |                   | Slalom            |
| 19 februari | 9:45/13:00  | Slalom            |                   |

## Medailles

### Mannen
| Onderdeel    | Goud | Goud            | Zilver | Zilver           | Brons | Brons                  |
| ------------ | ---- | --------------- | ------ | ---------------- | ----- | ---------------------- |
| Combinatie   | SUI  | Luca Aerni      | AUT    | Marcel Hirscher  | SUI   | Mauro Caviezel         |
| Afdaling     | SUI  | Beat Feuz       | CAN    | Erik Guay        | AUT   | Max Franz              |
| Reuzenslalom | AUT  | Marcel Hirscher | AUT    | Roland Leitinger | NOR   | Leif Kristian Haugen   |
| Slalom       | AUT  | Marcel Hirscher | AUT    | Manuel Feller    | GER   | Felix Neureuther       |
| Super G      | CAN  | Erik Guay       | NOR    | Kjetil Jansrud   | CAN   | Manuel Osborne-Paradis |

### Vrouwen
| Onderdeel    | Goud | Goud               | Zilver | Zilver           | Brons | Brons                |
| ------------ | ---- | ------------------ | ------ | ---------------- | ----- | -------------------- |
| Combinatie   | SUI  | Wendy Holdener     | SUI    | Michelle Gisin   | AUT   | Michaela Kirchgasser |
| Afdaling     | SLO  | Ilka Štuhec        | AUT    | Stephanie Venier | USA   | Lindsey Vonn         |
| Reuzenslalom | FRA  | Tessa Worley       | USA    | Mikaela Shiffrin | ITA   | Sofia Goggia         |
| Slalom       | USA  | Mikaela Shiffrin   | SUI    | Wendy Holdener   | SWE   | Frida Hansdotter     |
| Super G      | AUT  | Nicole Schmidhofer | LIE    | Tina Weirather   | SUI   | Lara Gut             |

### Gemengd
| Onderdeel       | Goud | Goud | Zilver | Zilver                                                                                            | Brons | Brons |
| --------------- | ---- | --- | ------ | ------------------------------------------------------------------------------------------------- | ----- | --- |
| Landenwedstrijd | FRA  | Adeline Baud Mugnier Tessa Worley Mathieu Faivre Alexis Pinturault Reserves Nastasia Noens Julien Lizeroux | SVK    | Veronika Velez Zuzulová Petra Vlhová Matej Falat Andreas Žampa Reserves Tereza Jančová Adam Žampa | SWE   | Frida Hansdotter Maria Pietilä-Holmner Mattias Hargin Andre Myhrer Reserves Emelie Wikström Gustav Lundbäck |

### Medailleklassement
| Plaats | Land             | Goud | Zilver | Brons | Totaal |
| 1      | Oostenrijk       | 3    | 4      | 2     | 9      |
| 2      | Zwitserland      | 3    | 2      | 2     | 7      |
| 3      | Frankrijk        | 2    | 0      | 0     | 2      |
| 4      | Canada           | 1    | 1      | 1     | 3      |
| 4      | Verenigde Staten | 1    | 1      | 1     | 3      |
| 6      | Slovenië         | 1    | 0      | 0     | 1      |
| 7      | Noorwegen        | 0    | 1      | 1     | 2      |
| 8      | Liechtenstein    | 0    | 1      | 0     | 1      |
| 8      | Slowakije        | 0    | 1      | 0     | 1      |
| 10     | Zweden           | 0    | 0      | 2     | 2      |
| 11     | Duitsland        | 0    | 0      | 1     | 1      |
| 11     | Italië           | 0    | 0      | 1     | 1      |
| Totaal | Totaal           | 11   | 11     | 11    | 33     |

## Uitslagen

### Combinatie
| Mannen | Mannen                  | Mannen | Mannen  |
| #      | Naam                    | Land   | Tijd    |
| ------ | ----------------------- | ------ | ------- |
| Goud   | Luca Aerni              | SUI    | 2.26,33 |
| Zilver | Marcel Hirscher         | AUT    | + 0,01  |
| Brons  | Mauro Caviezel          | SUI    | + 0,06  |
| 4      | Dominik Paris           | ITA    | + 0,40  |
| 4      | Aleksander Aamodt Kilde | NOR    | + 0,40  |
| 6      | Justin Murisier         | SUI    | + 0,49  |
| 7      | Carlo Janka             | SUI    | + 0,68  |
| 8      | Vincent Kriechmayr      | AUT    | + 0,75  |
| 9      | Adrien Théaux           | FRA    | + 0,77  |
| 10     | Alexis Pinturault       | FRA    | + 0,86  |

| Vrouwen | Vrouwen              | Vrouwen | Vrouwen |
| #       | Naam                 | Land    | Tijd    |
| ------- | -------------------- | ------- | ------- |
| Goud    | Wendy Holdener       | SUI     | 1.58,88 |
| Zilver  | Michelle Gisin       | SUI     | + 0,05  |
| Brons   | Michaela Kirchgasser | AUT     | + 0,38  |
| 4       | Denise Feierabend    | SUI     | + 0,82  |
| 5       | Lindsey Vonn         | USA     | + 0,85  |
| 6       | Marie-Michèle Gagnon | CAN     | + 1,27  |
| 7       | Federica Brignone    | ITA     | + 1,38  |
| 8       | Maruša Ferk          | SLO     | + 1,84  |
| 9       | Ricarda Haaser       | AUT     | + 1,93  |
| 10      | Ragnhild Mowinckel   | NOR     | + 1,96  |

### Afdaling
| Mannen | Mannen                  | Mannen | Mannen  |
| #      | Naam                    | Land   | Tijd    |
| ------ | ----------------------- | ------ | ------- |
| Goud   | Beat Feuz               | SUI    | 1.38,91 |
| Zilver | Erik Guay               | CAN    | + 0,12  |
| Brons  | Max Franz               | SUI    | + 0,37  |
| 4      | Patrick Küng            | SUI    | + 0,39  |
| 4      | Kjetil Jansrud          | NOR    | + 0,39  |
| 6      | Aleksander Aamodt Kilde | NOR    | + 0,49  |
| 7      | Boštjan Kline           | SLO    | + 0,52  |
| 8      | Andreas Sander          | GER    | + 0,56  |
| 9      | Peter Fill              | ITA    | + 0,65  |
| 10     | Brice Roger             | FRA    | + 0,82  |

| Vrouwen | Vrouwen            | Vrouwen | Vrouwen |
| #       | Naam               | Land    | Tijd    |
| ------- | ------------------ | ------- | ------- |
| Goud    | Ilka Štuhec        | SLO     | 1.32,85 |
| Zilver  | Stephanie Venier   | AUT     | + 0,40  |
| Brons   | Lindsey Vonn       | USA     | + 0,45  |
| 4       | Sofia Goggia       | ITA     | + 0,52  |
| 5       | Laurenne Ross      | USA     | + 0,72  |
| 6       | Christine Scheyer  | AUT     | + 0,92  |
| 7       | Fabienne Suter     | SUI     | + 1,03  |
| 8       | Michelle Gisin     | SUI     | + 1,04  |
| 9       | Ramona Siebenhofer | AUT     | + 1,12  |
| 10      | Tina Weirather     | LIE     | + 1,18  |

### Reuzenslalom
| Mannen | Mannen               | Mannen | Mannen  |
| #      | Naam                 | Land   | Tijd    |
| ------ | -------------------- | ------ | ------- |
| Goud   | Marcel Hirscher      | AUT    | 2.13,25 |
| Zilver | Roland Leitinger     | AUT    | + 0,25  |
| Brons  | Leif Kristian Haugen | NOR    | + 0,71  |
| 4      | Henrik Kristoffersen | NOR    | + 0,76  |
| 5      | Philipp Schörghofer  | AUT    | + 0,85  |
| 6      | Matts Olsson         | SWE    | + 0,93  |
| 7      | Alexis Pinturault    | FRA    | + 0,98  |
| 8      | Justin Murisier      | SUI    | + 0,99  |
| 9      | Mathieu Faivre       | FRA    | + 1,05  |
| 10     | Ricardo Tonetti      | ITA    | + 1,16  |

| Vrouwen | Vrouwen           | Vrouwen | Vrouwen |
| #       | Naam              | Land    | Tijd    |
| ------- | ----------------- | ------- | ------- |
| Goud    | Tessa Worley      | FRA     | 2.05,55 |
| Zilver  | Mikaela Shiffrin  | USA     | + 0,34  |
| Brons   | Sofia Goggia      | ITA     | + 0,74  |
| 4       | Federica Brignone | ITA     | + 0,92  |
| 5       | Stephanie Brunner | AUT     | + 1,30  |
| 6       | Manuela Mölgg     | ITA     | + 1,33  |
| 7       | Ana Drev          | SLO     | + 1,81  |
| 8       | Petra Vlhová      | SVK     | + 1,95  |
| 9       | Sara Hector       | SWE     | + 1,96  |
| 10      | Nina Løseth       | NOR     | + 1,97  |

### Slalom
| Mannen | Mannen                | Mannen | Mannen  |
| #      | Naam                  | Land   | Tijd    |
| ------ | --------------------- | ------ | ------- |
| Goud   | Marcel Hirscher       | AUT    | 1.34,75 |
| Zilver | Manuel Feller         | AUT    | + 0,68  |
| Brons  | Felix Neureuther      | GER    | + 0,93  |
| 4      | Henrik Kristoffersen  | NOR    | + 1,04  |
| 5      | Aleksandr Chorosjilov | RUS    | + 1,05  |
| 6      | André Myhrer          | SWE    | + 1,10  |
| 7      | Marco Schwarz         | AUT    | + 1,11  |
| 8      | Michael Matt          | AUT    | + 1,24  |
| 9      | Stefano Gross         | ITA    | + 1,40  |
| 10     | Stefan Hadalin        | SLO    | + 1,41  |

| Vrouwen | Vrouwen              | Vrouwen | Vrouwen |
| #       | Naam                 | Land    | Tijd    |
| ------- | -------------------- | ------- | ------- |
| Goud    | Mikaela Shiffrin     | USA     | 1.37,27 |
| Zilver  | Wendy Holdener       | SUI     | + 1,64  |
| Brons   | Frida Hansdotter     | SWE     | + 1,75  |
| 4       | Petra Vlhová         | SVK     | + 1,89  |
| 5       | Šárka Strachová      | CZE     | + 2,05  |
| 6       | Michaela Kirchgasser | AUT     | + 2,22  |
| 7       | Ana Bucik            | SLO     | + 2,62  |
| 8       | Emelie Wikström      | SWE     | + 2,93  |
| 9       | Denise Feierabend    | SUI     | + 2,96  |
| 10      | Bernadette Schild    | AUT     | + 2,97  |

### Super G
| Mannen | Mannen                  | Mannen | Mannen  |
| #      | Naam                    | Land   | Tijd    |
| ------ | ----------------------- | ------ | ------- |
| Goud   | Erik Guay               | CAN    | 1.25,38 |
| Zilver | Kjetil Jansrud          | NOR    | + 0,45  |
| Brons  | Manuel Osborne-Paradis  | CAN    | + 0,51  |
| 4      | Aleksander Aamodt Kilde | NOR    | + 0,54  |
| 5      | Vincent Kriechmayr      | AUT    | + 0,88  |
| 6      | Alexis Pinturault       | FRA    | + 0,90  |
| 7      | Andreas Sander          | GER    | + 0,97  |
| 8      | Carlo Janka             | SUI    | + 0,99  |
| 9      | Dominik Paris           | ITA    | + 1,02  |
| 10     | Hannes Reichelt         | AUT    | + 1,09  |

| Vrouwen | Vrouwen             | Vrouwen | Vrouwen |
| #       | Naam                | Land    | Tijd    |
| ------- | ------------------- | ------- | ------- |
| Goud    | Nicole Schmidhofer  | AUT     | 1.21,34 |
| Zilver  | Tina Weirather      | LIE     | + 0,33  |
| Brons   | Lara Gut            | SUI     | + 0,36  |
| 4       | Viktoria Rebensburg | GER     | + 0,53  |
| 5       | Elena Curtoni       | ITA     | + 0,56  |
| 6       | Ragnhild Mowinckel  | NOR     | + 0,69  |
| 7       | Stephanie Venier    | AUT     | + 0,77  |
| 8       | Tessa Worley        | FRA     | + 0,84  |
| 8       | Federica Brignone   | ITA     | + 0,84  |
| 10      | Sofia Goggia        | ITA     | + 0,91  |

### Landenwedstrijd
| Achtste finale | Achtste finale   | Achtste finale |  |  | Kwartfinale | Kwartfinale | Kwartfinale |  |  | Halve finale | Halve finale | Halve finale |  |           | Finale    | Finale      | Finale |
|                |                  |                |  |  |             |             |             |  |  |              |              |              |  |           |           |             |        |
| 1              | Oostenrijk       | 3              |  |  |             |             |             |  |  |              |              |              |  |           |           |             |        |
| 16             | België           | 1              |  |  | 1           | Oostenrijk  | 1           |  |  |              |              |              |  |           |           |             |        |
| 8              | Zweden           | 4              |  |  | 8           | Zweden      | 4           |  |  |              |              |              |  |           |           |             |        |
| 9              | Slovenië         | 0              |  |  |             |             |             |  |  | 8            | Zweden       | 2            |  |           |           |             |        |
| 5              | Noorwegen        | 3              |  |  |             |             |             |  |  | 4            | Frankrijk    | 2            |  |           |           |             |        |
| 12             | Tsjechië         | 1              |  |  | 5           | Noorwegen   | 1           |  |  |              |              |              |  |           |           |             |        |
| 4              | Frankrijk        | 3              |  |  | 4           | Frankrijk   | 3           |  |  |              |              |              |  |           |           |             |        |
| 13             | Rusland          | 1              |  |  |             |             |             |  |  |              |              |              |  |           | 4         | Frankrijk   | 2      |
| 3              | Zwitserland      | 4              |  |  |             |             |             |  |  |              |              |              |  |           | 10        | Slowakije   | 2      |
| 14             | Kroatië          | 0              |  |  | 3           | Zwitserland | 2           |  |  |              |              |              |  |           |           |             |        |
| 6              | Verenigde Staten | 2              |  |  | 11          | Canada      | 2           |  |  |              |              |              |  |           |           |             |        |
| 11             | Canada           | 2              |  |  |             |             |             |  |  | 3            | Zwitserland  | 2            |  |           |           |             |        |
| 7              | Duitsland        | 1              |  |  |             |             |             |  |  | 10           | Slowakije    | 2            |  |           |           |             |        |
| 10             | Slowakije        | 3              |  |  | 10          | Slowakije   | 3           |  |  |              |              |              |  | 3e plaats | 3e plaats | 3e plaats   |        |
| 2              | Italië           | 4              |  |  | 2           | Italië      | 1           |  |  |              |              |              |  |           | 8         | Zweden      | 3      |
| 15             | Argentinië       | 0              |  |  |             |             |             |  |  |              |              |              |  |           | 3         | Zwitserland | 1      |